# Rabbia ad Harlem
Rabbia ad Harlem (A Rage in Harlem) è un film del 1991 prodotto negli Stati Uniti e diretto da Bill Duke.

## Trama
È il 1956, a Natchez, Mississippi. Slim e il suo equipaggio, Hank e Jodie, stanno negoziando con Lester un recinto; stanno cercando di vendere l'oro che hanno rubato durante una rapina in miniera. L'accordo va a monte e, sotto costrizione, Lester rivela che l'unica altra persona in grado di rubare l'oro è Easy Money ad Harlem, New York. Lo sceriffo si presenta e, nella confusione, Imabelle, la pistola di Slim, se ne va con l'oro in un baule e si reca a New York City .
Ad Harlem, Jackson è un giovane devoto e ingenuo, che lavora come contabile per H. Exodus Clay nella sua impresa di pompe funebri. Il suo fratellastro, Goldy, è un teppista di poco conto e si spaccia anche per un prete per vendere falsi "biglietti per il paradiso". Jackson ha risparmiato 1.500 dollari.
Imabelle arriva con il suo baule, ma non ha soldi. Partecipa al ballo di Undertaker, alla ricerca di una fonte di supporto, e incontra Jackson. Lo seduce e si trasferisce nel suo appartamento. Slim e la troupe si recano ad Harlem e arruolano Imabelle per aiutarli a prendere i soldi di Jackson, usando "The Blow", una truffa in cui il denaro viene apparentemente cambiato in un valore più alto cuocendolo in un forno. Affermano di poter trasformare i 1.500 dollari di Jackson in 15.000 dollari, ma all'inizio è riluttante. Durante la truffa, il forno esplode e Slim irrompe nella stanza, impersonando un Marshall degli Stati Uniti.
Jackson corrompe Slim con 200 dollari, ma deve rubare i soldi al signor Clay poiché i suoi soldi ormai sono finiti. Jackson scopre che Slim ha "arrestato" Imabelle e l'ha portata via, quindi si avvicina a Goldy per aiutarla a trovarla, a causa della sua conoscenza del mondo criminale di Harlem. Goldy è d'accordo, ma insiste per trattenere l'oro. Goldy scopre che l'equipaggio sta usando l'oro per gestire una falsa truffa in una miniera d'oro e dà a Jackson un falso conto in banca per attirare Gus, il contatto dell'equipaggio. Gus e Jackson si recano al quartier generale dell'equipaggio, seguiti da Goldy e Big Kathy. Goldy ha la meglio su Gus, poi lui e Big Kathy entrano nell'appartamento fingendosi poliziotti. Jackson corre all'appartamento, seguito da vicino dalla polizia in uniforme e dai due detective. Nello scontro che segue, Gus viene colpito e a un agente di polizia viene lanciato dell'acido in faccia. L'equipaggio fugge con Imabelle al seguito e si ritira nell'ufficio di Slim. Jackson, Goldy e Big Kathy acquistano il carro funebre dall'impresa di pompe funebri del signor Clay, per trasportare l'oro. L'equipaggio riparte, lasciando Imabelle con l'oro. Passano mentre Imabelle scende le scale e la rapiscono. Si fermano quando vedono l'oro, che è stato trasferito nel carro funebre, e Slim uccide Big Kathy quando interviene. Goldy se ne va con Imabelle, con l'intenzione di vendicare la sua morte.
Slim e la troupe si incontrano con Easy Money e mettono in atto la vendita dell'oro, ma Slim annulla l'accordo per irritazione nei suoi confronti. C'è una sparatoria in cui vengono uccisi Hank e Josie. Quando Goldy irrompe, gli sparano e Easy Money viene ferito a morte. Slim fugge con Imabelle e Jackson arriva per affrontarlo. Litigano, ma mentre Slim si prepara a tagliare la gola di Jackson, è Imabelle che spara a Slim uccidendolo. Mentre Grave Digger e Coffin Ed arrestano Jackson per il suo furto iniziale dei soldi del signor Clay, Imabelle se ne va con i soldi dell'accordo, tornando in Mississippi. Il signor Clay paga la cauzione per Jackson perché apprezza gli affari che Jackson ha organizzato per lui; il denaro trovato sugli scagnozzi di Slim andrà ai loro funerali, che saranno celebrati dal signor Clay. Jackson si precipita alla stazione dei treni, dove Imabelle ha lasciato 50.000 dollari per Goldy e una somma simile per Jackson, insieme a un biglietto che gli dice che è troppo buono per lei. Jackson e Goldy si riconciliano brevemente, poi Jackson sale sul treno lasciando i suoi soldi dietro. Jackson e Imabelle si riuniscono e partono insieme per il Mississippi.